# Akalat de Palawan
Malacopteron palawanense
Espèce
Statut de conservation UICN

 NT  : Quasi menacé
L’Akalat de Palawan (Malacopteron palawanense) est une espèce de passereaux de la famille des Pellorneidae.

## Systématique
L'espèce Malacopteron palawanense a été décrite en 1895 par Johann Büttikofer. Elle l'avait été précédemment par Arthur Hay sous le taxon Trichostoma rufifrons. Büttikofer, constatant que cette espèce était du genre Malacopteron, devait a minima la renommer, toutefois le taxon Malacopteron rufifrons était, à l'époque, occupé par une espèce découverte à Sumatra.

## Répartition
Il est endémique de îles voisines de Balabac et Palawan dans les forêts pluviales de Palawan.

## Habitat
Il habite les forêts humides tropicales et subtropicales de basse altitude. Il est menacé par la perte de son habitat.

## Publication originale
- (en) J. Büttikofer, « A revision of the genus Turdinus and genera allied to it, with an enumeration of the specimens contained in the Leyden Museum », Notes from the Leyden Museum, Leyde, Inconnu, vol. 17, nos 1/3,‎ 1895, p. 65-106 (ISSN 1872-9231, OCLC 1755814, lire en ligne).